# 臼杵焼
臼杵焼（うすきやき）は、豊後国臼杵藩 （現在の大分県臼杵市）内で、稲葉氏の藩政時代のごく限られた期間に焼かれていた焼き物である。
享和2年（1801年）稲葉家十代藩主稲葉弘通が末広皿山に窯を開いたのが、臼杵焼のはじまりとされる。焼物は、島原三重町（長崎県島原市三会）、筑前小石原村（福岡県朝倉郡小石原村）、延岡小峰町（宮崎県延岡市小峰）出身の職人達によって焼かれた。島原から来た者は磁器を作り、その他のものは陶器を焼いた。なかでも、島原の職人が焼いた磁器が「臼杵焼」「末広焼」「皿山焼」と言われるものである。縁には輪花があしらわれ、薄手で白く澄んだ色が特徴である。主として日用雑器、茶わんや急須などが焼かれていたようである。
2015年、臼杵出身の陶芸家 宇佐美裕之と薬師寺和夫によって再興した。